# Новиков Анатолій Терентійович
Анатолій Терентійович Новиков (17 січня 1947 , Мальцевка (Біловський район), Курська область  — 19 січня 2022 , Харків ) — український радянський дзюдоїст, призер Олімпійських ігор, чемпіонатів світу та Європи.

## Життєпис
Народився 17 січня 1947 року в селі Мальцевка Курської області. Після закінчення восьми класів Мокрушанської середньої школи, переїхав у Харків, де поступив до технікуму та почав займатися боротьбою.
Перших успіхів досяг у самбо. У 1968 році виграв бронзову медаль чемпіонату СРСР, через рік став другим, а ще через рік став чемпіоном. У 1970 році перейшов у дзюдо, а вже у 1972 році зумів виграти срібну медаль чемпіонату Європи.
Після успішних виступів, Новиков увійшов до складу СРСР на Олімпійські ігри '72 року в Мюнхені. Турнір розпочав з перемог над мексиканцем Раулем Фуллоном та австрійцем Герольдом Юнгвіртом, вийшовши у фінал першої сітки, де поступився спортсмену з НДР Дітмару Хьотгеру. У півфінальному поєдинку поступився головному фавориту, японцю Номурі Тойокадзу. У поєдинку за третє місце здолав Енгельберта Дорбрандта із ФРН.
У 1973 році зумів стати бронзовим призером чемпіонату світу в Лозанні. У подальшому піднявся у вагову категорії до 80 кг, завойовуючи медалі міжнародних змагань.
Закінчив Харківський національний педагогічний університет, викладач.
У Харкові щорічно проходять змагання серед юнаків імені Анатолія Новикова.